# Platygaster fungicola
Platygaster fungicola är en stekelart som beskrevs av Jean-Jacques Kieffer 1916. Platygaster fungicola ingår i släktet Platygaster och familjen gallmyggesteklar. Inga underarter finns listade i Catalogue of Life.